# Diamante do Sul
Diamante do Sul ist ein brasilianisches Munizip im Westen des Bundesstaats Paraná. Es hat 3.171 Einwohner (2022), die sich Sul-Diamantiner nennen. Seine Fläche beträgt 347 km². Es liegt 612 Meter über dem Meeresspiegel.

## Etymologie
Der Ortsname bedeutet auf Deutsch Diamant des Südens. Die Form des Diamanten ist in die Mitte der Munizipflagge gezeichnet.

## Geschichte

### Besiedlung
Die ersten Bewegungen auf dem Gebiet des heutigen Munizips Diamante do Sul fanden zur Zeit des Mate-Zyklus statt, als Unternehmen mit argentinischem Kapital den Herva-Mate-Markt in der Region beherrschten.
Im Jahr 1924 wanderte die erste Familie ein. Ab 1949 wurde der Ort von vorwiegend italienischstämmigen Einwanderern aus dem Süden Brasiliens besiedelt. Ihre Haupttätigkeit war die Schweinezucht und später der Anbau von Mais und anderen Subsistenzkulturen.

### Erhebung zum Munizip
Diamante do Sul wurde durch das Staatsgesetz Nr. 9316 vom 11. Juli 1990 aus Guaraniaçu ausgegliedert und in den Rang eines Munizips erhoben. Es wurde am 1. Januar 1993 als Munizip installiert.

## Geografie

### Fläche und Lage
Diamante do Sul liegt auf dem Terceiro Planalto Paranaense (der Dritten oder Guarapuava-Hochebene von Paraná). Seine Fläche beträgt 347 km². Es liegt auf einer Höhe von 612 Metern.

### Vegetation
Das Biom von Diamante do Sul ist Mata Atlântica.

### Klima
Das Klima ist gemäßigt warm. Es werden hohe Niederschlagsmengen verzeichnet (1815 mm pro Jahr). Im Jahresdurchschnitt liegt die Temperatur bei 20,1 °C. Die Klimaklassifikation nach Köppen und Geiger lautet Cfa.

### Gewässer
Diamante do Sul liegt im Einzugsgebiet des Piquirí. Dieser begrenzt das Munizip im Norden. Seine linken Nebenflüsse Rio Feio und Rio Cascudo begrenzen das Munizip im Westen beziehungsweise im Osten. Im nördliche Gebiet des Munizips fließt der Rio Diamante nach Norden zum Piquiri.

### Straßen
Diamante do Sul ist über die PR-670 mit der BR-277 im Süden verbunden. Diese führt von Foz do Iguaçu zum Hafen Paranaguá über die Großstädte Cascavel und Guarapuava.

### Nachbarmunizipien
|            | Altamira do Paraná                          | Laranjal         |
| Guaraniaçu | Kompassrose, die auf Nachbargemeinden zeigt |                  |
|            |                                             | Nova Laranjeiras |

## Stadtverwaltung
Bürgermeister: Darci Tirelli, PSB (2021–2024)
Vizebürgermeister: Edilson da Silva, PL (2021–2024)

## Demografie

### Bevölkerungsentwicklung
| Jahr | Einwohner | Stadt | Land |
| ---- | --------- | ----- | ---- |
| 2000 | 3.659     | 30 %  | 70 % |
| 2010 | 3.510     | 40 %  | 60 % |
| 2022 | 3.171     |       |      |

Quelle: IBGE, bis 2010: Volkszählungen und Volkszählung 2022

### Ethnische Zusammensetzung
| Gruppe * | 2000    | 2010    | wer sich als …                                                                   |
| --- | ------- | ------- | -------------------------------------------------------------------------------- |
| Weiße | 83,0 %  | 65,6 %  | weiß bezeichnet                                                                  |
| Schwarze | 4,4 %   | 1,5 %   | schwarz bezeichnet                                                               |
| Gelbe | 0,5 %   | 0,4 %   | von fernöstlicher Herkunft wie japanisch, chinesisch, koreanisch etc. bezeichnet |
| Braune | 11,7 %  | 32,6 %  | braun oder als Mischung aus mehreren Gruppen bezeichnet                          |
| Indigene | 0,2 %   | 0,0 %   | Ureinwohner oder Indio bezeichnet                                                |
| ohne Angabe | 0,2 %   | 0,0 %   |                                                                                  |
| Gesamt | 100,0 % | 100,0 % |                                                                                  |
| *) Das IBGE verwendet für Volkszählungen ausschließlich diese fünf Gruppen. Es verzichtet bewusst auf Erläuterungen. Die Zugehörigkeit wird vom Einwohner selbst festgelegt. |         |         |                                                                                  |

Quelle: IBGE (Stand: 1991, 2000 und 2010)

## Wirtschaft

### Landwirtschaft
Die Gemeinde lebt vor allem von der Viehzucht, der Seidenraupenzucht, kleinen Soja- und Maisplantagen und dem Gartenbau, der fast ausschließlich für den Eigenbedarf betrieben wird. Es gibt einige große Rinderfarmen.

### Kennzahlen
Mit einem Bruttoinlandsprodukt pro Einwohner von 16.271,98 R$ bzw. rund 3.600 € lag Diamante do Sul 2019 auf dem 386. Platz im untersten Viertel der 399 Munizipien Paranás.
Sein mittelhoher Index der menschlichen Entwicklung von 0,608 (2010) setzte es auf den 393. Platz ebenfalls im untersten Viertel der paranaischen Munizipien.